# Draba korschinskyi
Draba korschinskyi är en korsblommig växtart som först beskrevs av Olga Alexandrovna Fedtschenko, och fick sitt nu gällande namn av Richard Richardowitsch Pohle och Olga Alexandrovna Fedtschenko. Draba korschinskyi ingår i släktet drabor, och familjen korsblommiga växter. Inga underarter finns listade i Catalogue of Life.